# Stefano di Sant'Agnese
Stefano di Sant'Agnese, detto Stefano Veneziano (fl. XIV secolo), è stato un pittore italiano, documentato a Venezia e a Pordenone tra il 1368 e il 1386.

## Biografia
si perdettero le notizie di sua vita pittorica e solo ne rimase a
ventura qualche opera ad attestare parte del suo merito»
(Francesco Zanotto, Pinacoteca dell’Italica Regia Accademia Veneta delle Belle Arti,
Venezia 1834, pp. 41-42)
Di questo autore si conservano soltanto tre opere firmate e datate, tutte con la dicitura «Stefan[us] plebanus S[an]c[t]e Agnet[is] pinxit"». Le firme furono individuate nel 1926 dal Lorenzetti seguendo le indicazioni del Cavalcaselle (1887) cui si devono le prime ricostruzioni di questa personalità. Soltanto la notizia e la trascrizione di una simile firma apposta su di una quarta opera, oggi perduta, era stata tramandata dal Cicogna riportando quanto manoscritto dal canonico Agostino Correr nel 1810. La pittura datata 1384 rappresentava la Vergine con il santi Giovanni Battista, Giovanni Evangelista, Cristoforo e Antonio abate.

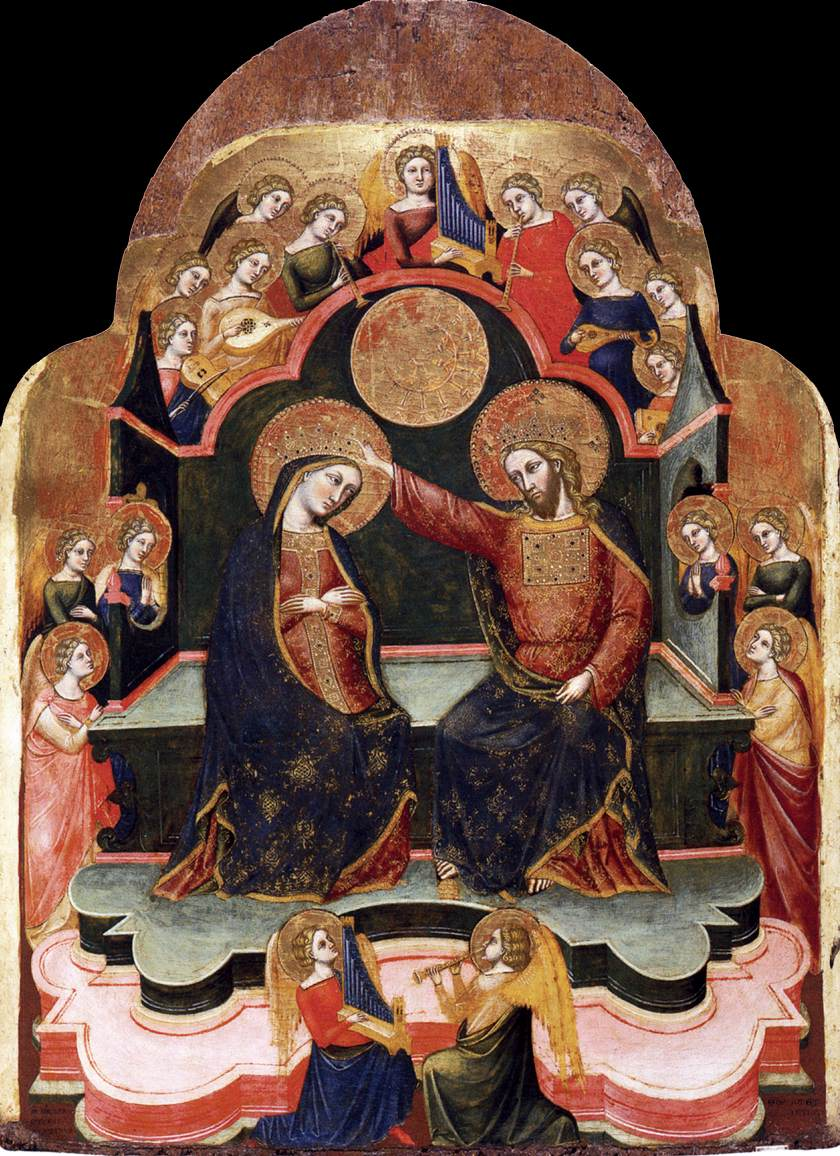
Incoronazione della Vergine

E sempre con la specifica di plebanus il pittore riappare nell'unico altro documento del 1382, un contratto che lo impegna a riparare un'ancona di legno e all'acquisto di una pisside per la chiesa di San Marco a Pordenone messo in luce da Vincenzo Joppi nel 1897 e ricordato da Paolo Goi nel 1986.
La presenza di uno Stefano parroco di Sant'Agnese solo dal 1386 fecero passare l'opinione che la dicitura plebanus significasse soltanto parrocchiano. Parere confermato dal Glossarium mediae et infimae latinitatis di Charles du Fresne du Change che lo associa al concetto di «laicorum ordo plebis» e dalla consuetudine dei parroci di firmarsi anche con la qualifica di «presbyter», attestata medio evo veneziano.
Le opere firmate e datate sono la Madonna della rosa del 1368 al Museo Correr, l'Incoronazione della Vergine del 1381 alle Gallerie dell’Accademia. A queste si aggiungono le tavole del 1385 provenienti dal polittico della Scuola dei Re Magi dell'Arte dei Forneri nei pressi della Madonna dell’Orto: tre (Madonna col Bambino, San Martino e San Biagio), oggi ricomposte nella grande polittico dipinto da Giovanni d'Alemagna e Antonio Vivarini nella 
cappella di San Tarasio a San Zaccaria oltre al San Cristoforo invece isolato al Museo Correr.

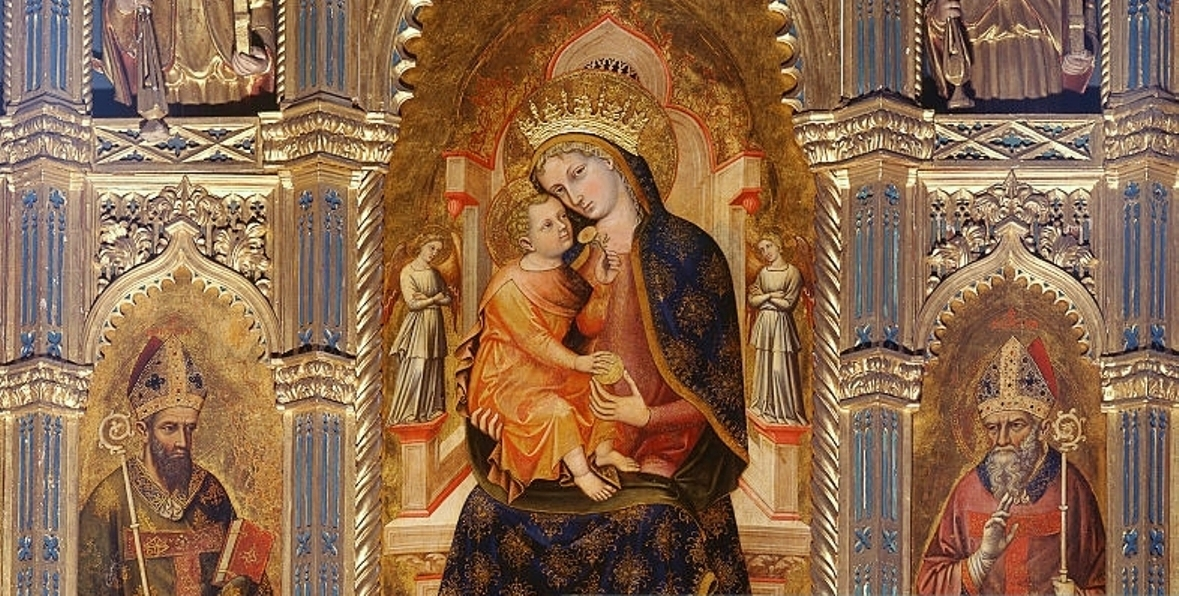
Stefano di Sant'Agnese, particolare del polittico ricostruito nella cappella di San Tarasio, Venezia, chiesa di San Zaccaria

Contemporaneamente e dopo Cavalcaselle le firme vennero per qualche tempo giudicate apocrife giungendo fino a negare che un pittore con tale nome fosse mai esistito. Nel 1924 Fiocco ne riprese le indicazioni cercando di ridisegnare la personalità di Stefano sulla base delle opere superstiti definendolo inizialmente affine al maestro Paolo e successivamente vicino a Lorenzo Veneziano Il saggio di Sandberg Vavalà nel 1930 approfondisce la questione del passaggio dal primitivismo della Madonna della Rosa, esemplata sul modello della Madonna del polittico Campana al Louvre di Paolo Veneziano, alla formalizzazione più gotica dell'Incoronazione della Vergine,  dodici anni più tarda e molto vicina all'opera di Lorenzo Veneziano, e lo suggerisce come possibile maestro di Nicolò di Pietro.
Pallucchini confermò l'opinione dell'avvicinamento a Lorenzo soprattutto nella dolcezza del volto di Maria nella Madonna di San Zaccaria ma rileva una ricerca di monumentalità nei santi ai lati che quasi anticipa Nicolò di Pietro, una gravità confermata anche nel San Cristoforo del Correr proveniente dal medesimo originario complesso.
La stessa caratterizzazione si rileva nel contemporaneo gruppo di sedici santi, assegnati a Stefano da Sandberg Vavalà probabilmente provenienti dalla ferrarese chiesa di San Paolo e ora alla Pinacoteca Nazionale di Ferrara, con le variazioni, come sottolineato da Toesca e Longhi,  tra la presentazione con una mollezza più "cortese" nelle sante e nei giovani santi e una arcigna severità nei santi più anziani.
Le ulteriori attribuzioni tentate dagli storici dell'arte finora citati non trovano il consenso degli studiosi più recenti e fra le ultima attribuzioni soltanto la Madonna in trono col Bambino nella chiesa della Madonna degli Ulivi di Zara, proposta da Andrea De Marchi nel 1995, pare trovare una più comune accettazione.

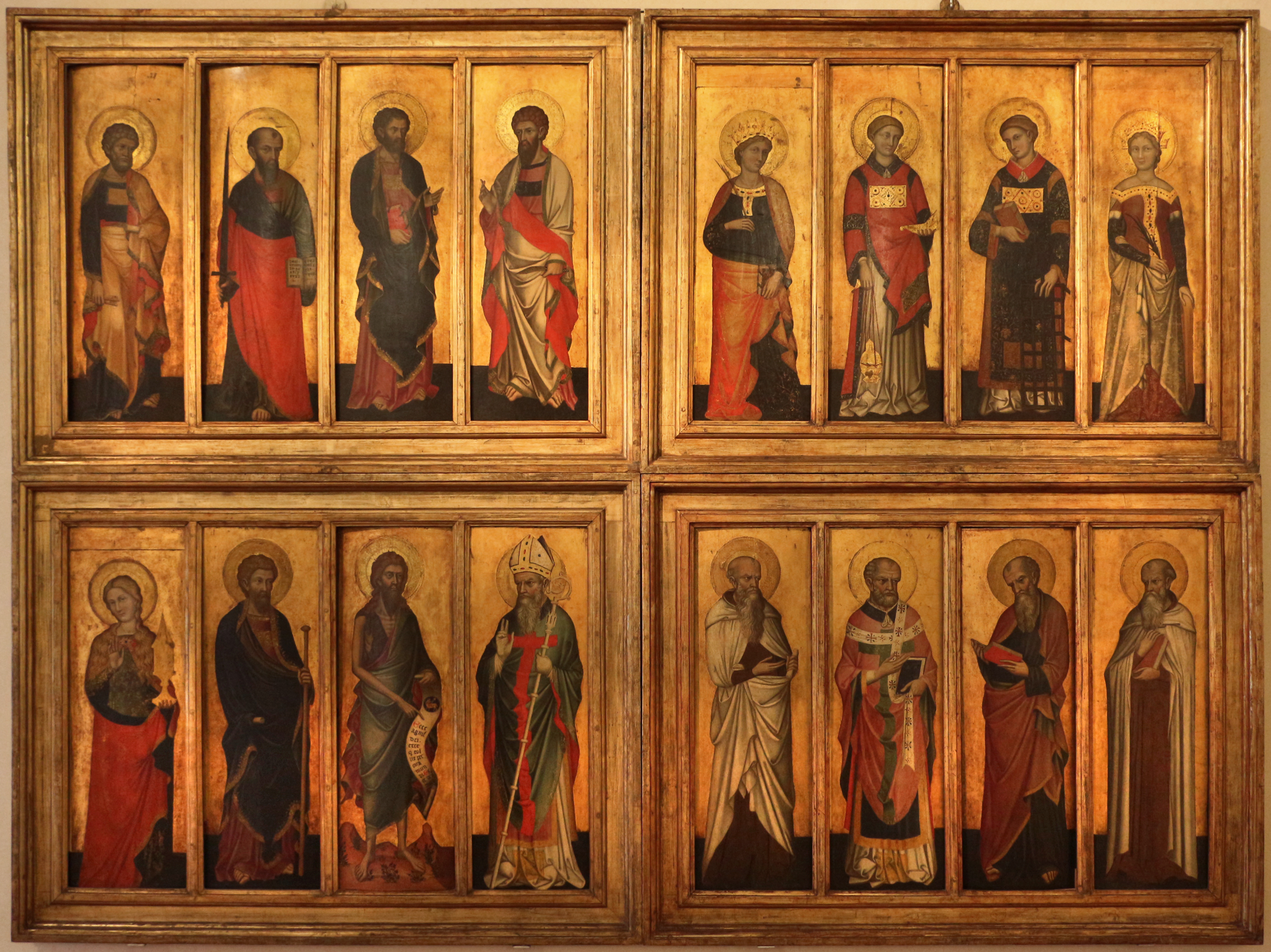
Stefano di Sant'Agnese, assemblaggio arbitrario della tavolette dei sedici santi, seconda metà del XIV secolo, tempera su tavola, ciascuna 83x28 cm, Ferrara, Pinacoteca Nazionale

## Note

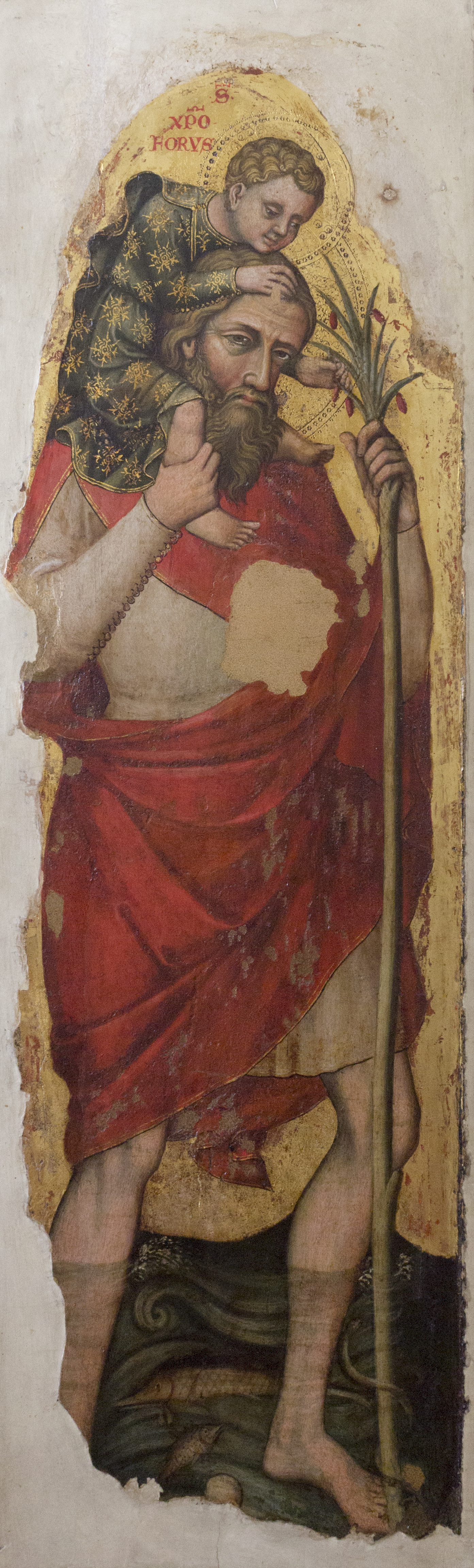
Stefano di Sant'Agnese, San Cristoforo, 1385, Venezia, Museo Correr